# 頭捻り
頭捻り（ずぶねり）とは、相撲の決まり手のひとつである。相手の胸に頭をつけ、相手の差手か肘を掴み、頭を軸に相手を捻り倒す技。非常に珍しい決まり手で、平成以降、幕内では1998年3月場所5日目（同年3月12日）で旭豊が寺尾に勝った一番以来、長らく出ていなかったが2023年5月場所12日目（同年5月25日）で宇良が翔猿にこの技で勝ち、約25年ぶりの幕内での決まり手となった。同場所では3日前の9日目（5月22日）でも幕下の宮城が出羽ノ龍をこの決まり手で破っている。十両では2020年11月場所で翠富士が常幸龍に対して決めている。十両でこの決まり手が記録されたのはこの時点では24年ぶりだった。
前出の宇良、翠富士などに加え、弓取りでも馴染み深い聡ノ富士もこの技を得意とし、1場所で2度決めたことがある。引退力士では照強が、関取となる前の幕下時代に2013年の7月場所にこの決まり手で勝っており、幕下以下では蘇や古市が得意としていた。